# Битва при Мастербю
Битва при Мастербю — сражение между готландскими крестьянами и датскими войсками короля Вальдемара IV Аттердага, состоявшаяся 25 июля 1361 года, во время датского вторжения в Готланд.

## Ход сражения
Датские войска, вторгнувшиеся на Готланд в 1361 году, встретили первое сопротивление у торфяника Фьяле, где 25-26 июля состоялась битва при Мастербю.
На основании археологических данных исследователи пришли к выводу о переправе датчан через реку. Чтобы остановить их продвижение, местными жителями был разрушен мост Аймунда. Из-за крутых склонов и затруднённого передвижения в тяжёлом снаряжении даские воины отказались от попытки пересечь реку. Войско отступило и отправило разведку для поиска более лучшей переправы. В итоге была обнаружена переправа на болоте Фьяле к северо-востоку от лагеря. Крестьяне предполагали, что захватчикам с тяжёлым вооружение будет трудно передвигаться через болото и их тактика была направлена на то, чтобы заманить их туда. Однако план засады и ловушки оказался провален и завершился настоящей бойней, где по оценкам историков погибло около 1,5 тысяч крестьян.

## Память
Через какое-то время после сражения был установлен памятный крест в память о погибших в битве при Мастербю.
В 1961 году, в Мастербю у моста Аймунда, через 600 лет после битвы был воздвигнут памятный камень в честь готландцев, сражавшихся за свободу.

## Легенды
Легенды
Приходской священник Ганс Нильссон Стрелов опубликовал свою «Хронику Гутиландориума» в 1633 году. Это единственное сочинение о битве, и оно было записано 300 лет спустя. Считается, что у автора хроники был доступ к более ранним источникам которые погибли во время пожара в ректорате в Мастербю в 1735 году. Известно, что в результате этого пожара было уничтожено много старых писаний.
В нём рассказывается примерно так: «Вальдемар Аттердаг выходит на берег в рыбацкой деревушке Кронвалла у Лиллы и Стора Карлсё. Воздвигает крест в честь храбрых крестьян. Затем Аттердаг идет дальше в Висбю».
Историки поняли, что легенда не выглядела правдоподобным примером того, что Вальдемар воздвиг бы памятник павшим врагам. Но были историки, которые подумали, что в этой истории могут быть фрагменты правды, и начали исследование сочинения.

## Археология
Под руководством полевого археолога Марии Лингстрём полевые исследования проводились ежегодно с 2006 года. До 2011 года были обнаружены сотни находок, связанных с битвой. Распространение и свойства находок указывают на то, что основное сражение произошло вокруг песчаного участка над болотом Фьяле, где датские войска смогли пересечь болото в направлении Местербю. Сегодня Аллан Лингстрём и Туллан Кальстрём руководят музеем Мфстербю, где выставлены находки, сделанные во время полевых исследований в Местербю.